# کارینا کازلوسکایا
کارینا کازلوسکایا ((به بلاروسی: Карына Казлоўская)؛ ۱۸ ژوئیهٔ ۲۰۰۰) کماندار زن اهل بلاروس است.